# Люкарре
Люкарре́ (фр. Lucarré) — коммуна во Франции, находится в регионе Новая Аквитания. Департамент — Атлантические Пиренеи. Входит в состав кантона Тер-де-Люи и Кото-дю-Вик-Бий. Округ коммуны — По.
Код INSEE коммуны — 64357.

## География

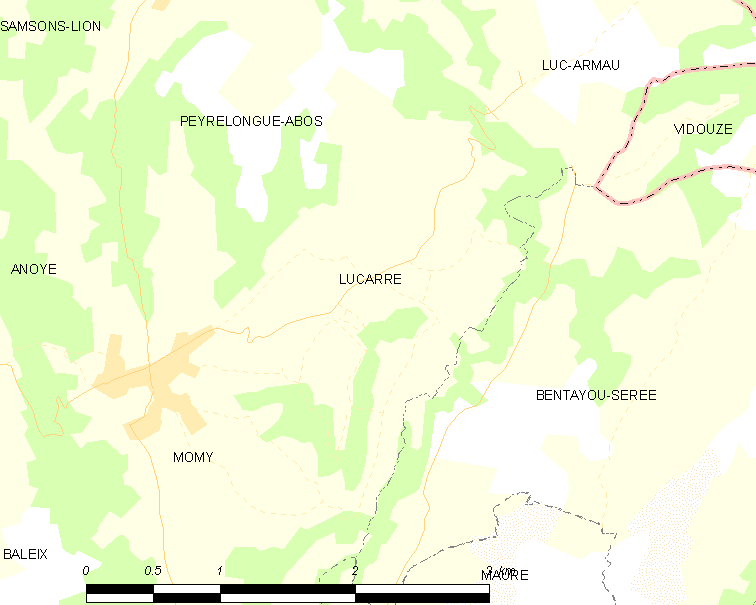
Карта коммуны

Коммуна расположена приблизительно в 640 км к югу от Парижа, в 165 км южнее Бордо, в 26 км к северо-востоку от По.
По территории коммуны протекает река Пети-Леес, а на юге расположено озеро, образованное плотиной.

### Климат
Климат тёплый океанический. Зима мягкая, средняя температура января — от +5°С до +13°С, температуры ниже −10 °C бывают редко. Снег выпадает около 15 дней в году с ноября по апрель. Максимальная температура летом порядка 20-30 °C, выше 35 °C бывает очень редко. Количество осадков высокое, порядка 1100 мм в год. Характерна безветренная погода, сильные ветры очень редки.

## Население
Население коммуны на 2010 год составляло 62 человека.
| 1962 | 1968 | 1975 | 1982 | 1990 | 1999 | 2010 |
| ---- | ---- | ---- | ---- | ---- | ---- | ---- |
| 80   | 75   | 80   | 78   | 65   | 51   | 62   |

## Администрация
| Период | Период | Фамилия         | Партия | Примечания |
| ------ | ------ | --------------- | ------ | ---------- |
| 1995   | 2014   | Марсель Ламарк  |        |            |
| 2014   | 2020   | Кристиан Румигу |        |            |

## Экономика
В 2010 году среди 35 человек трудоспособного возраста (15—64 лет) 28 были экономически активными, 7 — неактивными (показатель активности — 80,0 %, в 1999 году было 81,3 %). Из 28 активных жителей работали 26 человек (16 мужчин и 10 женщин), безработных было 2 (0 мужчин и 2 женщины). Среди 7 неактивных 0 человек были учениками или студентами, 6 — пенсионерами, 1 был неактивным по другим причинам.

## Достопримечательности
- Церковь Св. Петра (XVI век)[4]
- Замок XVI века[5]